# Johnny Nielsen
Johnny Ole Nielsen (ur. 2 marca 1941 w Kopenhadze) – duński zapaśnik walczący w stylu klasycznym. Olimpijczyk z Meksyku 1968, gdzie odpadł w eliminacjach w kategorii 57 kg.
Zdobył trzy medale na mistrzostwach nordyckich w latach 1963 - 1968.
Siedmiokrotny mistrz Danii w latach 1962 - 1968, drugi w 1969, a trzeci w 1961 roku.